# Bugojnói csata
A bugojnói csata (horvátul: Bitka za Bugojno) a boszniai háború egyik csatája volt, melyet a Bosznia-Hercegovinai Köztársaság hadserege (ARBiH) és a Horvát Védelmi Tanács (HVO) erői vívtak 1993. július 18–28. között a közép-boszniai Bugojno város és község ellenőrzéséért. Bugojno területe a boszniai háború kezdetétől az ARBiH 307. dandárja és a HVO Eugen Kvaternik dandárja közös ellenőrzése alatt állt. 1993 első felében a horvát-bosnyák háború eszkalációját Bugojnóban és a szomszédos településeken erőszakos incidensek követték, Bugojnót azonban megkímélték a harcoktól, és a két helyi dandár hivatalosan még 1993 júniusában, az ARBiH-offenzíva idején is szövetséges volt.
A városban július 18-án harcok törtek ki. A három az egyhez létszámbeli túlerőben lévő ARBiH egységek a HVO-erőket elválasztották egymástól és több helyen körülvették. A legtöbbjük az intenzív utcai harcokban egy héten belül vereséget szenvedett. A város utolsó HVO egységei július 25-én adták meg magukat, míg a település több részén még további négy napig tartottak a harcok. Az ARBiH az egész község területe felett megszerezte az irányítást. A harcokban bosnyák oldalon 92-en haltak meg és 211-en megsebesültek, míg a HVO oldalán 107-en haltak meg, 130-an megsebesültek és 470-en fogságba estek. A hprvát Eugen Kvaternik dandár a csatában gyakorlatilag megsemmisült. Becslések szerint 15 000 horvát menekült el. A város különböző fogolytáboraiban, köztük az Iskra Stadionban több száz HVO hadifoglyot és civilt tartottak fogva. Az utolsó foglyokat 1994 márciusában engedték szabadon.
A bosznia-hercegovinai bíróság a csata alatt és után elkövetett háborús bűnök miatt négy ARBiH és egy HVO tisztviselőt ítélt el. A bíróság vádat emelt a bugojnói ARBiH hatóságok ellen horvát fogvatartottak elleni, bűnszövetkezetben való részvétel miatt, amely minősítést a fellebbezés során elutasították.

## Háttér
A boszniai háború kezdetén a Vrbas partján fekvő Bugojno területe a Horvát Védelmi Tanács (HVO) és a Bosznia-Hercegovinai Köztársaság hadserege (ARBiH) közös ellenőrzése alatt állt. A két hadsereg együttműködött a Szerb Köztársaság hadserege (VRS) ellen. Bugojno az ország középső részét Hercegovinával, majd tovább, Horvátországig összekötő két fontos útvonal kereszteződésében feküdt. A városban lévő fegyvergyár aknákat és kézigránátokat gyártott.
Bugojno községnek a háború előtt 46 889 lakosa volt, ennek 42%-a bosnyák (boszniai muszlim), 34%-a horvát, 18%-a pedig szerb volt. Magának, Bugojno városának 22 641 polgára volt, a bosnyákok, horvátok és szerbek aránya egyaránt 30% körüli volt. Az 1990-es boszniai helyhatósági választások alapján a képviselőtestületbe a Bosznia-Hercegovinai Horvát Demokratikus Közösség (HDZ BiH) 21, a Demokratikus Akciópárt (SDA) 20, a Szerb Demokrata Párt pedig 9 küldöttet delegálhatott. A megválasztott polgármester a HDZ BiH egyik horvátja tagja volt. 1992-ben a településen jelentősen megváltozott az etnikai egyensúly. A boszniai háború kezdetén, miközben nagyszámú bosnyák és horvát menekült özönlött be az ország más részeiből, a legtöbb szerb elmenekült.
A HVO és a boszniai területivédelmi erő, mely később az ARBiH alapja lett, a háború elején Bugojnóban védelmi rendszert hozott létre. Bugojno a Jugoszláv Néphadsereg (JNA) 30. partizánhadosztály 19. partizándandárja körzetébe esett. 1992 során a később VRS-szé vált JNA számos támadását visszaverte a HVO és az ARBiH. A VRS tartotta kézben a szomszédos Donji Vakuf és Kupres települést, amelyet a JNA még a kupresi csata során 1992 áprilisában foglalt el.
1992 októberében Bugojnótól keletre fekvő Novi Travnikban egy sor incidens alakult ki a HVO és az ARBiH között, mely nyílt harcokhoz vezetett. A bugojnói HVO vezetői azonban megállapodtak a helyi ARBiH vezetőivel, hogy nem küldik csapataikat a településen kívülre. A Novi Travnik felé vezető utat lezárták. Október 26-án a HVO és az ARBiH képviselői tűzszünetet írtak alá Bugojnóban. Az októberi összecsapásokat általában a horvát-bosnyák háború kezdetének tekintik. Az ellenségeskedés kitörése ellenére a konfliktus lokális maradt, és még mindig érvényben volt a két fél közötti általános katonai szövetség. A bugojnói horvátok és bosnyákok viszonya 1993 januárjáig viszonylag jó volt, amikor a Bugojnótól délkeletre fekvő Gornji Vakufban ismét összecsaptak a HVO és az ARBiH erői. A helyi parancsnokok úgy próbálták megőrizni a szövetséget, hogy lehetővé tették egymás csapatainak szabad mozgását, de a kapcsolatok ennek ellenére tovább romlottak.

## A szembenálló erők
Bugojno a HVO északnyugat-hercegovinai hadműveleti zónájának illetékességi területén belül helyezkedett el. Az 1992 májusában alapított HVO Eugen Kvaternik dandár állomáshelye Bugojnóban volt. A dandárt három zászlóaljba, egy katonai rendőrszázadba és egy kis vegyes tüzérütegbe szervezték. Az Ivica Lučić parancsnoksága alatt álló dandár becsült ereje 1000-1500 katona volt. A konfliktus előtt a dandár soraiban mintegy 200 bosnyák is volt.
Az ARBiH Bugojno települést 3. hadtest ellenőrzése alá rendelte. 1993 márciusában a 3. hadtest parancsnoka Enver Hadžihasanović dandárjait négy hadműveleti csoportba (OG) szervezte át, közülük az OG Zapad (Nyugat) főhadiszállása Bugojnóban volt. Az OG Zapadot parancsnoka Selmo Cikotić 4 zászlóaljba szervezte. Közülük a 307. hegyi dandár állomásozott Bugojnóban, Tahir Granić parancsnoksága alatt. A teljesen mozgósított dandár körülbelül 3-3500 katonát tudott kiállítani több tucatnyi aknavetős katonával. Az ARBiH Bugojnói Egységes Parancsnokságának vezetője Senad Dautović volt.

## Előzmények
1993 áprilisában Bosznia középső részén, 1993 májusában pedig Hercegovinában dúlt a horvát-bosnyák háború. 1993 júniusában az ARBiH offenzívát indított a HVO ellen Bosznia középső részén, legyőzve a HVO erőit a Bugojnótól északkeletre fekvő Travnikban és Novi Travnik település nagy részén. A 307. Bugojnói hegyi dandár a Novi Travnikban folyó harcokban más ARBiH egységeket segített.
Az ARBiH célja az volt, hogy ellenőrizze azt az utat, amely összeköti a VRS birtokában lévő Jajcát, Donji Vakufot, Bugojnót, Gornji Vakufot, a HVO által birtokolt Prozort, az ARBiH által birtokolt Jablanicát, és tovább halad délre, egészen Mostarig. A háborúban korábban megsérült, de még működőképes Slavko Rodić bugojnói fegyvergyár irányítása szintén stratégiai jelentőségű volt.
1993 júniusában az ARBiH és a HVO még közösen ellenőrizte a Bugojnóban és környékén található ellenőrző pontokat. Az egységek júliusban szétváltak. Addigra szélsőségesek számos erőszakos incidense mindkét oldalon növelte az etnikai feszültséget. Az etnikai zavargások két eseményben csúcsosodtak ki: a Bugojnóhoz tartozó Vrbanja bosnyák falu felgyújtásában, amely sok áldozatot követelt, valamint két horvát rendőr meggyilkolásában, akik a közös járőr tagjai voltak.

## A csata

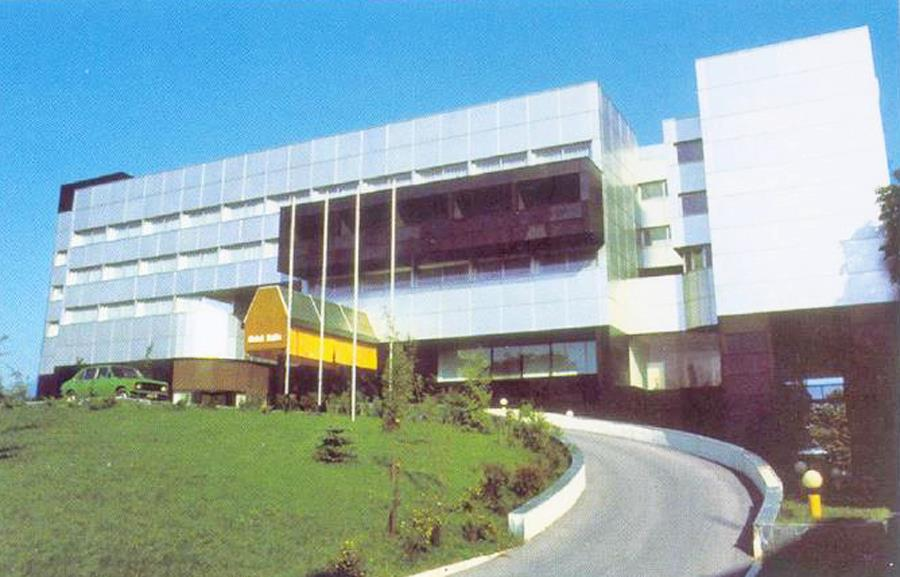
A bugojnói Kalin szálloda, az utolsó horvát ellenállási góc helyszíne

A csata július 18-án reggel kezdődött az ARBiH 307. dandár támadásával a HVO Eugen Kvaternik dandár ellen. Mivel nagyszámú HVO katona volt Bugojnón kívüli bevetésen és szabadságon, a HVO tényleges harci erejét a városban 200-400 főre becsülték. Több napos heves utcai harcok után az ARBiH ellenőrzése alá vonta a város legfontosabb létesítményeinek nagy részét, beleértve a HVO „Eugen Kvaternik” dandár laktanyáit is. Az HVO erőit három részre vágták szét. A HVO 3. zászlóalját a város általános iskolájában vették körül, és július 23-án megadta magát, majd az 1. és 2. zászlóalj következett. A Kalin szállodában körülvett HVO katonai rendőri egység volt az utolsó nagy ellenállási góc, amíg július 25-én meg nem adta magát. A harcok a várostól délkeletre folytatódtak, és július 29-ig tartottak.

## Következmények
Az ARBiH katonái közül 92-en meghaltak és 211-en megsebesültek. A HVO-ból 107-en haltak meg és 130-an megsebesültek. Az OG Zapad 1993. szeptemberi jelentése szerint a harcok során 470 HVO-tagot fogtak el. A jelentés megjegyezte, hogy 383-an voltak hadifogoly státuszban, míg 66-ot szabadon engedtek. A többi 87 foglyot, akik nem szerepeltek hadifogolyként, az ARBiH irreguláris harcosnak tekintette. Körülbelül 15 000 horvát menekült el a községből.
Az Eugen Kvaternik dandár maradványait egyetlen zászlóaljba csoportosították, majd a HVO Kupres és Jajce dandárokkal együtt az 55. honvédezredbe egyesítették. 1993 júliusától a HVO közép-boszniai hadműveleti zónája teljesen el volt vágva a hercegovinai HVO-tól, és nem tudott jelentős mennyiségű katonai szállítmányt fogadni.
Bugojno elfoglalása után az ARBiH augusztus 1-jén folytatta offenzíváját a körülbelül 20 kilométerre délkeletre fekvő Gornji Vakuf felé, és elfoglalta a település HVO által birtokolt részének nagy részét. A HVO korlátozott sikerű ellentámadást hajtott végre. A frontvonal, mely hamarosan stabilizálódott, Gornji Vakuf városán keresztül vezetett.

### A háborús bűnösök elítélése
1993-ban és 1994-ben a Bosznia-Hercegovinai Köztársaság bugojnói háborús vezetése úgy döntött, hogy az elfogott ellenséges harcosok számára a „Luke” futballstadionban fogolytábort hoznak létre, ahol a 294 HVO hadifoglyot nyolc hónapig tartották fogva, és mentálisan és fizikailag is bántalmazták őket. A Bosznia-Hercegovinai Köztársaság hadserege 1993-ban és 1994-ben több ezer horvát civilt űzött el Bugojnóból.
Az 1993. júliusi csata során a Vrbanja településről és a település más részeiről származó bosnyák civileket a bugojnói "Akvarijum" motelben őrizték. A letartóztatásokat a HVO különleges célú Garavi egysége hajtotta végre. A foglyokat bántalmazták és megverték, míg egy rabot megöltek. A csata során fogságba esett több száz HVO katonát és horvát civilt az ARBiH különböző bugojnói fogolytáborokban tartotta fogva, ahol fizikai bántalmazásnak vetették alá őket. A leghosszabb ideig nyitva tartó fogvatartási intézmény az Iskra Stadion volt, amelyet 1993 augusztusában fogolytáborrá alakítottak át. Itt körülbelül 300 horvát foglyot tartottak fogva nyolc hónapig. Kényszermunkára vitték őket, és emberi pajzsként használták őket. A tábor 1994. március 19-ig működött, ekkor 292 fogvatartott volt. A bugojnói fogolytáborok legalább 24 foglyát megölték.
A háború után az SFOR 1997-ben úgy becsülte, hogy a település nemzetiségi összetétele 38 000 (94%) bosnyák, 2000 (5%) horvát és 400 (1%) szerb volt.
A bosznia-hercegovinai bíróság és a volt Jugoszláviával foglalkozó nemzetközi büntetőtörvényszék (ICTY) több vádat emelt a csata alatt és után elkövetett háborús bűnökkel kapcsolatban. Az Amir Kubura és Enver Hadžihasanović, az ARBiH 3. hadtest volt parancsnoka elleni perben az ICTY 2006 márciusában elsőfokú ítéletében elítélte Hadžihasanovićot, többek között azért, mert nem tett megfelelő intézkedéseket a bugojnói fogvatartottak elleni bűncselekmények megelőzésére. A fellebbviteli tanács megváltoztatta az eljáró tanács egyes megállapításait, köztük a Bugojnóval kapcsolatos vádakat, és 2008 áprilisában büntetését három és fél évre csökkentette.
Slavko Šakić, a HVO Garavi különleges célú egységének tagja bűnösnek vallotta magát a bosnyák foglyok kifosztásában, kínzásában és egy fogoly megölésében. 2008 szeptemberében a Bosznia-Hercegovinai Bíróság 8 év és 6 hónap börtönbüntetésre ítélte.
Enes Hadžićot, az ARBiH 307. dandár biztonsági parancsnok-helyettesét 2011 májusában nyolc év börtönbüntetésre ítélte a bosznia-hercegovinai bíróság, miután bűnösnek vallotta magát a fogvatartottak munkavégzésre kényszerítésében, valamint azért, mert nem tette meg a szükséges intézkedéseket a fogvatartottak elleni bűncselekmények megelőzése érdekében.
A „Bugojnoi hármak”, Nisvet Gasal, Musajb Kukavica és Senad Dautović ügyében folyó per 2008 februárjában kezdődött, majd 2013-ban újratárgyalták. 2011 novemberében a bosznia-hercegovinai bíróság elsőfokú ítéletében Senad Dautovićot, az ARBiH bugojnói vezetőjét 13 év börtönre, Nisvet Gasalt, az Iskra Stadion táborának felügyelőjét pedig 6 évre ítélte. A bíróság kimondta, hogy Senad Dautović részt vett a horvát etnikumú fogvatartottak elleni bűnszövetségben. Az ítélet szerint a bűnszövetségben részt vett Bugojno város háborús vezetése, Dževad Mlaćo elnök, a bugojnói védelmi törzs, az ARBiH 307. dandárja és az ARBiH Zapad hadműveleti csoportja. Az ítéletet 2012 decemberében visszavonták, és új eljárást rendeltek el. 2013 decemberében a Bosznia-Hercegovina Bíróságának Fellebbviteli Bírósága Dautović büntetését hét évre, Nisvet Gasal büntetését négy évre mérsékelte, míg Musajb Kukavicot, az Iskra Stadion biztonsági parancsnokát négy évre ítélték 2015-ben Dautovićot a bugojnói sebesültek és hadifoglyok elleni háborús bűnök miatt 7 év börtönbüntetésre ítélték. Gasalt és Kukavicát 4 év börtönbüntetésre ítélték. Ezenkívül Alija Osmićot 3 év börtönbüntetésre ítélték.

## Fordítás
Ez a szócikk részben vagy egészben  a   Battle of Bugojno című angol Wikipédia-szócikk ezen változatának fordításán alapul.  Az eredeti cikk szerkesztőit annak laptörténete sorolja fel. Ez a jelzés csupán a megfogalmazás eredetét és a szerzői jogokat jelzi, nem szolgál a cikkben szereplő információk forrásmegjelöléseként.